# Wapserveen
Wapserveen est un village situé dans la commune néerlandaise de Westerveld, dans la province de Drenthe. Le 1er janvier 2008, le village comptait 760 habitants.